# Ahmed Masdsched Dschamei

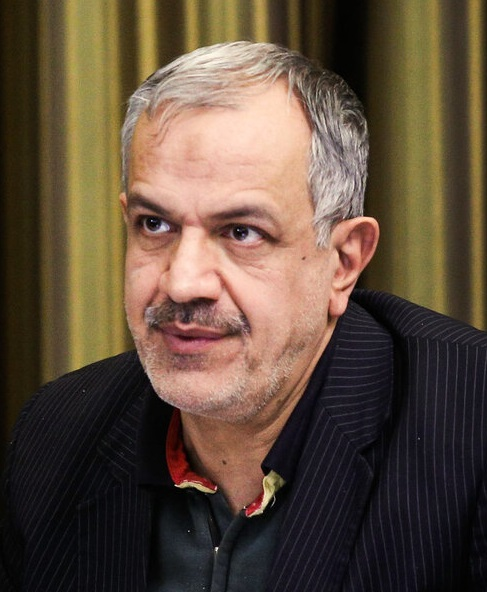
Ahmed Masdsched Dschamei, 2019

Ahmed Masdsched Dschamei (persisch احمد مسجدجامعی, * 6. Juni 1956 in Teheran) ist ein iranischer Akademiker und Reformpolitiker, der seit dem 3. September 2013 der Vorsitzende des Stadtrates von Teheran ist; von 2000 bis 2005 war er Kulturminister unter Präsident Mohammad Chatami. Er ist Mitglied der Nationalen Vertrauenspartei.

## Leben
Masdsched Dschamei hat einen Master der Humangeographie an der Universität Teheran. Masdsched Dschamei wurde am 19. Dezember 2000 Kulturminister, nachdem Ataollah Mohadscherani wegen Kritik der Ultrakonservativen, dass er „moralische Standards erodiere“, zum Rücktritt gezwungen worden war. Masdsched Dschamei diente zuvor seit dem 22. August 1997 als stellvertretender Kulturminister.
Als Kulturminister versuchte Masdsched Dschamei, die Pressefreiheit zu fördern. Er sagte, dass es dabei helfe, die Anhäufung von „negativen Ängsten“ in der Gesellschaft zu verhindern. Allerdings wurden seine Bemühungen von Ali Chamene’i unterminiert. Chamene’i ordnete das Verbot von über 100 Zeitungen während Masdsched Dschameis Amtszeit als Kulturminister an, zahlreiche Journalisten wurden verhaftet. Masdsched Dschamei protestierte gegen die Schließung der Zeitungen und die Verhaftung zahlreicher Journalisten, dies allerdings ohne Wirkung. Dschamei blieb bis zum 2. August 2005 in diesem Amt.

### Dialog der Zivilisationen
Nach der Wahl des Mahmud Ahmadinedschad zum Präsidenten bei der Präsidentschaftswahl 2005 wurde Masdsched Dschamei zum Leitenden Direktor des Internationalen Zentrums für Dialog unter Zivilisationen ernannt, einer von Chatami gegründeten Einrichtung.

### Vorsitzender des Stadtrates
Nach den Kommunalwahlen 2006 wurde er am 11. Januar 2007 Stadtrat von Teheran und wurde 2013 wiedergewählt: Nach den Kommunalwahlen 2013 wurde Masdsched Dschamei von den Reformern zum Vorsitzenden des Stadtrates von Teheran ernannt. Am 3. September 2013 wurde Masdsched Dschamei zum Vorsitzenden mit 16 von 31 Stimmen gewählt und löste Mehdi Tschamran ab.